# Jarosław Kukowski
Jarosław Kukowski, né le 11 avril 1972 à Tczew, est un peintre contemporain polonais, juge des concours artistiques internationaux (dont The World's Greatest Erotic Art of Today). 
Ses œuvres ont été exposées, entre autres, dans la succursale du Musée National-Królikarnia, aux Salons de la Maison des Ventes aux Enchères Rempex, au Musée Galicja, à Bunkier Sztuki, Voergaard Castle, Art Expo à New York et beaucoup d'autres galeries et musées dans le monde. Il est considéré comme l'un des créateurs surréalistes contemporains parmi les plus influents.

## À propos de la création
Aux débuts de la création, le climat de ses œuvres, considérées comme symboliques, est saturé de drame et de tristesse. Des figures humaines déformées et des créatures mythiques pleines de douleur sont représentées sur le fond de paysages surréalistes. Ce cycle d'œuvres a été défini par l'auteur comme non-rêves. Au cours de la période suivante, Kukowski a définitivement égayé sa palette. 
À l'époque, le thème de ses peintures a été dominé par les actes mais même ici on peut sentir le stigmate de la décadence et du temps qui fuit. Ces œuvres ont été peintes sous la forme de fresques détruits par le temps et révélant des images complètement différentes en dessous. Dans la phase suivante de sa création, Kukowski s’est référé à ses premières œuvres, mais malgré des tons plus clairs, ses peintures devenaient de plus en plus ironiques et provocantes. 
L'artiste collabore également avec des musiciens et des artistes d'avant-garde. Ses œuvres sont utilisées pour des formes illustratives liées à la musique contemporaine (il collabore avec Teatr Tworzenia et la formation alternative de Peter Murphy - Dali’s Car - le disque « InGladAloneness »).

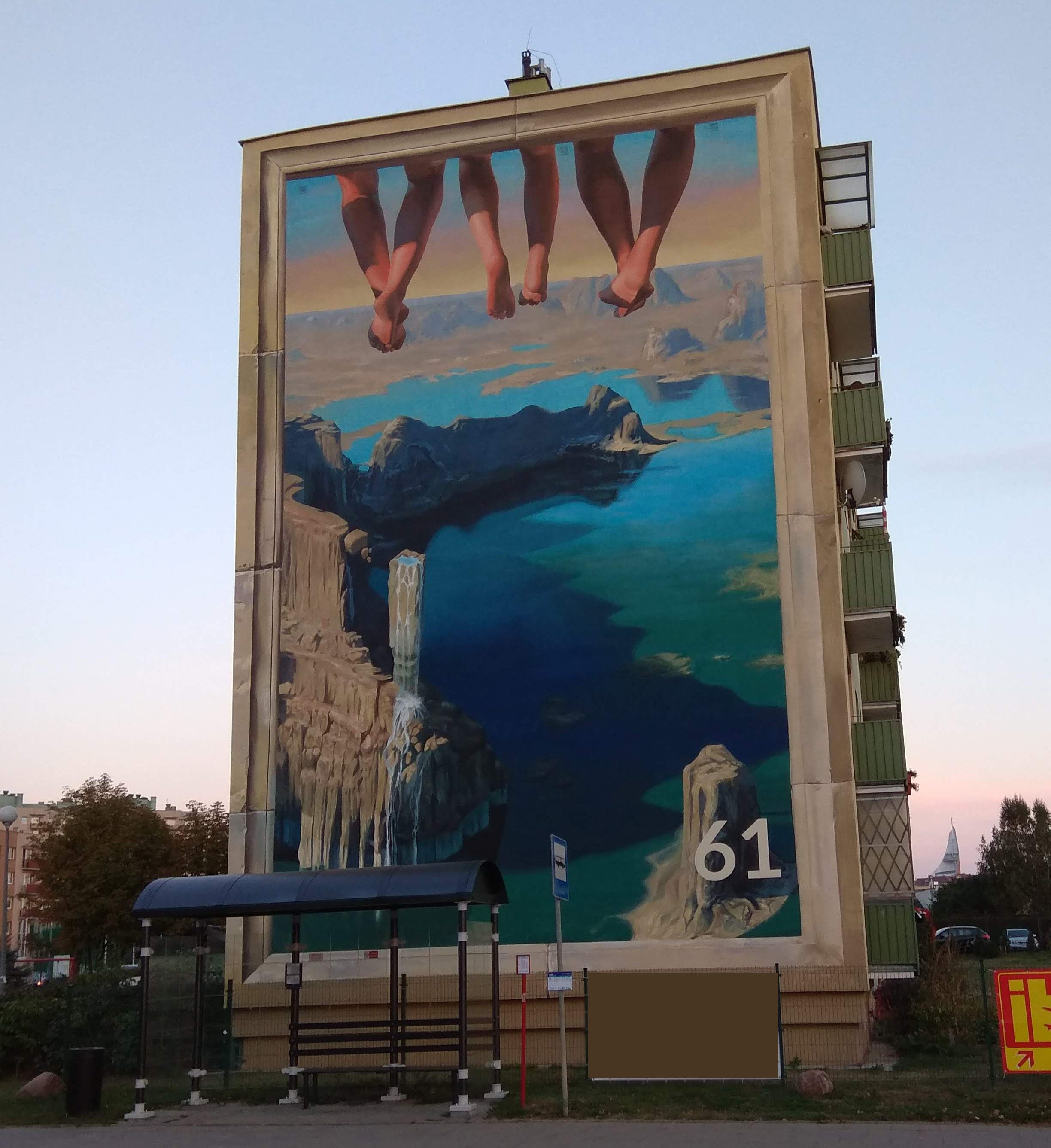
Peinture murale 3D créée par Jarosław Kukowski en 2018 à Tczew.

## Principaux cycles d'œuvres

### Cycles de peinture
- Sny (« Rêves »),
- Nie-sny (« Non-rêves »),
- Freski (« Fresques »),
- Złota seria (« Série d’or »)

### Installations
- Memento - une combinaison de sculpture, de peinture et d'horloges à fonctionnement monumental[3]. Le cycle « Memento » est un développement de la série de peintures « Freski » réalisée par l'artiste dans les années 90. Les horloges ont été exposées dans de nombreux galeries et musées (entre autres Zachęta et au musée diocésain de Pelplin)

Il est aussi le créateur d’animations documentant le processus créatif de ses peintures.

## Œuvres dans l'espace public
- Musée diocésain de Pelplin (deux œuvres du cycle « Memento »)
- Musée Julian Ochorowicz à Wisła
- Peinture murale rue Armii Krajowej à Tczew